# Chrysso compressa
Chrysso compressa là một loài nhện trong họ Theridiidae.
Loài này thuộc chi Chrysso. Chrysso compressa được Eugen von Keyserling miêu tả năm 1884.